# Persea weberbaueri
Persea weberbaueri är en lagerväxtart som beskrevs av Carl Christian Mez. Persea weberbaueri ingår i släktet avokador, och familjen lagerväxter. Inga underarter finns listade i Catalogue of Life.